# ایزوتوک اوزوجیک
ایزوتوک اوزوجیک (انگلیسی: Iztok Osojnik؛ زادهٔ ۲۷ ژوئیهٔ ۱۹۵۱) شاعر، مؤلف (پدیدآور)، نویسنده، زبان‌شناس، مترجم، و مقاله‌نویس اهل اسلوونی است.
وی همچنین برندهٔ جوایزی همچون برنامه فولبرایت شده‌است.